# Aleš Šmon
Aleš Šmon, slovenski nogometaš, * 20. januar 1982.
Šmon je nekdanji profesionalni nogometaš, ki je igral na položaju vezista. V svoji karieri je igral za slovenske klube Rudar Velenje, Pohorje, Bistrico, Dravo Ptuj, Bonifiko, Koper in Dravinjo ter avstrijski Bleiburg. Skupno je v prvi slovenski ligi odigral 47 tekem in dosegel en gol, v drugi slovenski ligi pa 102 tekmi in 16 golov.